# Couples Therapy
Couples Therapy est une émission de télé-réalité, diffusée sur la chaîne américaine VH1 depuis 2012. Thérapie de couple à venir le 6 septembre.

## Principe
Des célébrités racontent leurs problèmes à des médecins qui sont là pour les aider, sous le regard de caméras de télévision. Elles reçoivent des conseils du Dr Jenn Berman et de son équipe de thérapeute, sur leur mariage, la famille, etc.
Cette émission suit le même principe que Celebrity Rehab.

## Casting de l'équipe deCouples Therapy
- Dr Jenn Berman
- Dr Mike Dow
- Sarah Michael Novia
- Gabrielle Moore
- Keisha Downy
- Rachel Clark
- Tom Carouso

## Couples

### Saison 1 (2012)
- Angelina Pivarnick (vedette de Jersey Shore) et Chris Nirschel
- DMX (rappeur) et Tashera Simmons
- Vienna Girardi (participante au The Bachelor 14) et Kasey Kahl (participant au The Bachelorette 6)
- Linda Hogan (ancienne femme d'Hulk Hogan) et Charlie Hill
- Reichen Lehmkuhl (vainqueur de The Amazing Race 4) et Rodiney Santiago

### Saison 2 (2012)
- Too Short (rappeur) et Monica Payne
- Joel Hailey (membre des groupes Jodeci et K-CI And JoJo) et Tashaunda Hailey
- Alex McCord (ancienne vedette de The Real Housewives of New York City) et Simon van Kempen
- Nik Richie (créateur du site TheDirty) et Shayne Lamas (fille de Lorenzo Lamas)
- Courtney Stodden et Doug Hutchison (comédien)

Par la suite Courtney Stodden participera à Celebrity Big Brother 12.

### Saison 3 (2013)
- Joe Francis (entrepreneur) et Abby Wilson
- Flavor Flav (rappeur leader de Public Enemy) et Liz Trujillo
- Chingy Bailey et Temple Poteat
- Dustin Zito et Heather Marter
- Catelynn Lowell et Tyler Baltierra

### Saison 4 (2014)
- Taylor Armstrong et John Bluher
- Farrah Abraham
- Ghostface Killah (rappeur membre du Wu-Tang Clan) et Kelsey Nykole
- Whitney Mixter et Sada Bettencourt
- Jon Gosselin (ancien mari de Kate Gosselin) et Liz Janetta

### Saison 5 (2014)
- Jenna Jameson (ancienne actrice pornographique) et John Wood
- Dick Donato (vainqueur de Big Brother (U.S.) 8) et Stephanie Rogness-Fischer
- Anthony Criss et Cicely Evans
- Deena Cortese et Chris Buckner
- Juan Pablo Galavis et Nikki Ferrell

### Saison 6 (2015)
- Angela Raiola (vedette de Mob Wives) et Neil Murphy
- Joe Budden (rappeur) et Kaylin Garcia
- Janice Dickinson (ancienne top model et personnalité de télévision) et Dr Robert Gerner
- Scott Stapp (chanteur) et Jaclyn Stapp
- Carmen Carrera et Adrian Torres